# Ignace Colombani
 (mars 2020).
Si vous disposez d'ouvrages ou d'articles de référence ou si vous connaissez des sites web de qualité traitant du thème abordé ici, merci de compléter l'article en donnant les références utiles à sa vérifiabilité et en les liant à la section « Notes et références ».
Ignace Colombani, en corse : Ignaziu Colombani, né à Montréal le 18 août 1908 et mort à Vivario le 19 août 1988, est un écrivain franco-canadien de langue corse et française.

## Biographie
Natif de Montréal, disposant de la nationalité française et de la nationalité canadienne, originaire de Morosaglia, il est formé à l'école coloniale et devient administrateur colonial et gouverneur de différents territoires (Niger, Oubangui-Chari, Tchad) entre 1933 et 1956.
De retour dans son pays d'origine, il participe activement à la revendication culturelle de l'après-guerre. Ses textes écrits en langue corse font montre d'une certaine nostalgie de la société traditionnelle de son enfance et critiquent les évolutions de la langue et des mœurs comme en témoignent le titre de ses publications : Francorsu (en 1968 présente les évolutions de la langue affectée par le français au point de devenir un "francorse") ; Ricordi (souvenirs) (évoque des souvenirs d'enfance). Cette prose sans amertume sera réédité en 1996 par le CRDP dans la collection L'ammaniti sorte de Pléiade des auteurs corses. 
Ignaziu Colombani participe à l'élaboration du dictionnaire U Muntese sous la direction de Petru Ciavatti et crée l'association Lingua corsa afin de promouvoir la langue corse et sa jeune littérature. 
Il préside l'association Lingua Corsa qui s'efforce de mobiliser la population corse en faveur de la langue et de la culture corses.
Abordant le thème agro-pastorale de la société traditionnelle, et alimentant la flamme de la revendication linguistique après que la Seconde Guerre mondiale l'ait considérablement mise à mal, Ignaziu Colombani s'inscrit pleinement dans le courant littéraire corse du Mantenimentu.